# افرايم سميث
افرايم سميث (بالإنجليزية: Ephraim Smith)‏ هو سياسي أمريكي، ولد في 13 أبريل 1819 في الولايات المتحدة، وتوفي في 4 نوفمبر 1891 في نفس البلد.